# FCA Fiat Chrysler Automóveis Brasil
FCA Fiat Chrysler Automóveis Brasil – brazylijski oddział koncernów: Fiat (1973–2014), FCA (2014–2021) i Stellantis (od 2021) z siedzibą w Betim, zajmujący się od 1976 roku produkcją i dystrybucją w Brazylii samochodów osobowych i dostawczych marek Abarth, Fiat, Jeep oraz Ram. 
Jest drugim co do wielkości producentem samochodów w Ameryce Południowej, a fabryka w Betim o rocznej zdolności produkcyjnej około 850 tys. sztuk jest największym zakładem montażowym Fiata na świecie i największą fabryką tego typu w swoim regionie. W latach 1973–2014 nosił nazwę Fiat Automóveis S.A..

## Historia
Spółka Fiat Automóveis S.A. została założona w 1973 roku. W 1976 roku uruchomiono jej pierwszą i jedyną fabrykę finalną w Betim i rozpoczęto produkcję samochodów osobowych. Silniki produkowane są w fabryce w Campo Largo w stanie Parana na południu Brazylii.
W 1975 roku przejęto 43% akcji brazylijskiej spółki Fabrica Nacional de Motores S.A. (FNM) z siedzibą w Rio de Janeiro, produkującej pod marką FNM od lat 50. samochody ciężarowe i autobusy, a w latach 1960–1974 także samochody osobowe na licencji Alfa Romeo (Alfa Romeo również kupiła wówczas część udziałów). W 1977 roku udział ten został zwiększony do 100%, a siedzibę spółki przeniesiono do Betim. Samochody osobowe i dostawcze pod marką Alfa Romeo produkowano w latach 1974–1988. Powstawały tam m.in. modele Alfa Romeo 2300 SL oraz Alfa Romeo 2300 ti4, bazujące na licencyjnym modelu Alfetta. FIASA jest również posiadaczem udziałów w spółce Fiat Auto Argentina S.A. Początkowo było ich 27,5%, zaś od 2008 roku (gdy wznowiono produkcję samochodów) jest to 100%. FIASA dostarcza do Argentyny część podzespołów do produkcji modeli Siena i Palio.
Historię firmy Fiat Automóveis wyznaczają cztery grupy modeli samochodów, w tym trzy klasy B tworzące liczne rodziny modeli powstałych na wspólnej podstawie konstrukcyjnej oraz grupa większych samochodów, głównie klasy C bądź innych segmentów, zaprojektowanych i produkowanych wcześniej w Europie (z których niektóre pojedyncze również są ze sobą powiązane konstrukcyjnie), produkowanych w mniej licznych seriach. Jedynie jedna z tych grup jest głównie projektem miejscowym.

### Rodzina Fiata 147

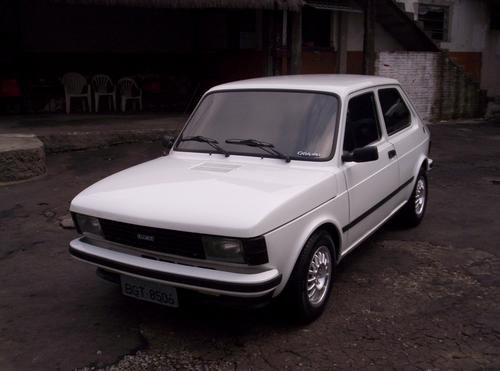
Fiat 147 z 1979 roku

Pierwszy produkt firmy Fiat 147, to trzydrzwiowa wersja europejskiego modelu Fiat 127. 9 lipca 1976 roku rozpoczęła się jego produkcja. Początkowa zdolność produkcyjna fabryki sięgała 63 tys. sztuk rocznie, jednak szybko uległa zwiększeniu. W pierwszym półroczu produkcji powstało 8350 szt., w następnych latach szybko ona rosła stabilizując się na poziomie około 100–150 tys. sztuk rocznie.
W 1978 roku uruchomiono produkcję dostawczego furgonu Fiat Fiorino I oraz modelu Fiat Fiorino I pickup na bazie modelu 147. Powstawały one do połowy 1988 roku. Fiat 147 był wytwarzany do końca 1985 lub początku 1986 roku. Łącznie powstało 1 169 312 sztuk. Z czasem pod odrębnymi nazwami wdrożono do produkcji jego dwie odmiany nadwoziowe, trzydrzwiowe kombi Fiat Panorama (1980–1986) oraz dwudrzwiowego sedana Fiat Oggi (1983–1985). W 1982 roku osiągnięto maksymalny poziom produkcji wszystkich modeli tej rodziny – 163 449 sztuk. Dla modeli dostawczych był to rok 1987 – 43 887 sztuk.

### Rodzina Fiata Uno

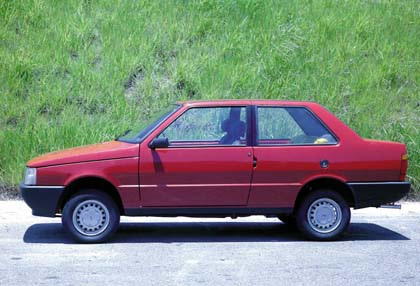
Fiat Prêmio S85 – 2-drzwiowy

W październiku 1984 roku uruchomiono produkcję Fiata Uno I (3 i 5 drzwiowy hatchback), który stał się podstawą nowej rodziny pojazdów z czasem całkowicie zastępującej starą. W 1986 ostatecznie Uno zastąpił model 147, wytwarzany od 1985 roku Fiat Prêmio zastąpił model Oggi, zaś produkowany od marca 1986 roku Fiat Elba  zastąpił model Panorama. Dwa ostatnie modele były eksportowane (także do Europy), a następnie produkowane w Argentynie pod nazwami Duna i Duna Weekend, pod którymi są tam lepiej znane. W 1988 roku na bazie Uno uruchomiono produkcję nowej generacji Fiata Fiorino II w odmianach furgon osobowy i towarowy oraz pickup. Powstawały one jedynie w Brazylii i były w znaczących liczbach eksportowane do Europy, zwłaszcza do Włoch. Po wprowadzeniu we Włoszech w 1989 roku produkcji drugiej generacji modelu Uno zmodernizowano przód modeli Uno i Fiorino, tak by je do niego upodobnić. Modele Prêmio i Elba powstawały początkowo w wersji z dwoma drzwiami z boku, a po roku bądź dwóch uruchomiono produkcję wersji z dodatkową parą drzwi. Co najmniej w latach 1986–1990 na bazie trzydrzwiowej Elby produkowano model użytkowy Fiat Penny z zakrytymi tylnymi szybami, napędzany silnikami wysokoprężnymi o pojemności 1,3 (1288 cm³) oraz 1,7 dm³. Modele dwudrzwiowe zaprzestano produkować na przełomie lat 80. i 90. Pięciodrzwiowy Fiat Elba od 1994 roku był m.in. eksportowany do Włoch, do sieci przejętej przez Fiata firmy Innocenti, pod nazwą Innocenti Elba. Wszystkie te modele były napędzane silnikami o pojemności od 1,05 do 1,6 dm³.

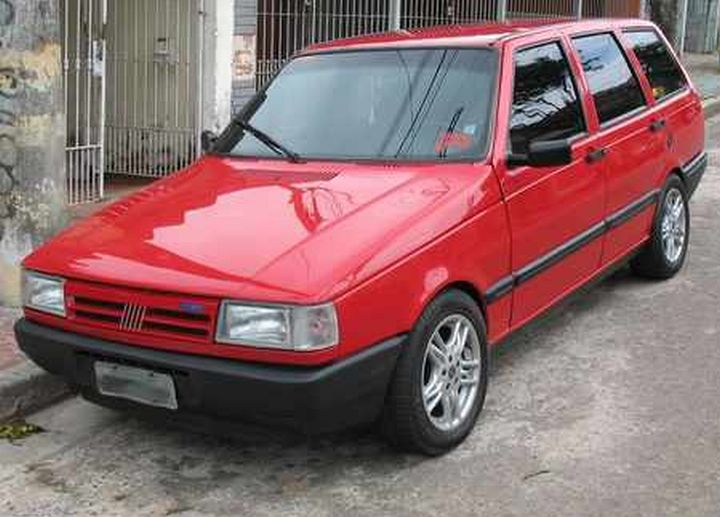
Fiat Elba z 1993 roku

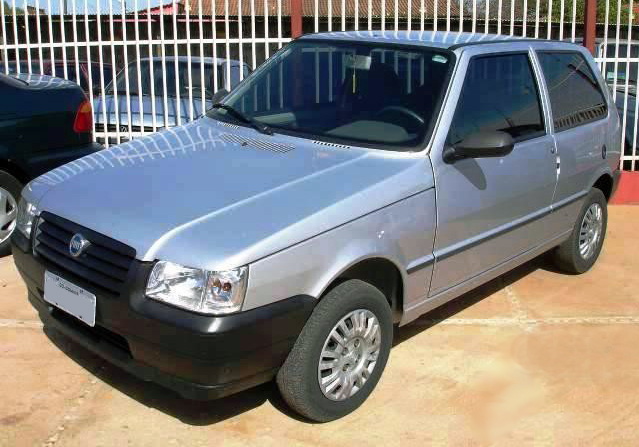
Trzydrzwiowy Fiat Mille

Silnym impulsem rozwojowym dla przedsiębiorstwa stała się nowa regulacja prawna obowiązująca w Brazylii od 1990 roku, obniżająca o połowę stawki podatkowe dla pojazdów z silnikami o pojemności poniżej 1000 cm³. Wszystkie produkowane wówczas modele firmy należące do klasy B zaczęto oferować z takim silnikiem (powstałym przez zmniejszenie pojemności z 1,05 dm³) z serii FIRE i miały dobre własności dynamiczne. Ze względów marketingowych model Uno z silnikiem 994 cm³ został na rynku brazylijskim nazwany Fiat Uno Mille (mille z wł. znaczy tysiąc). W ciągu kilku lat dość stabilna dotychczas łączna produkcja roczna zwiększyła się ponad dwukrotnie, z 223,7 tys. szt. w 1990 roku do 500,7 tys. w 1994 roku, niemal w całości złożona z modeli na bazie Uno. Udział w rynku lokalnym również się podwoił i wzrósł do około 25%. Samochody z większymi silnikami sprzedawano zamożniejszym klientom miejscowym oraz na eksport.
Po wprowadzeniu do produkcji, począwszy od 1996 roku, rodziny modeli projektu 178 rodzina modeli na bazie Uno została ograniczona i zmieniona. Fiat Uno Mille jest produkowany w najuboższych wersjach wyposażeniowych i z silnikiem poniżej 1 dm³ pod nazwą Fiat Mille. Odgrywa rolę samochodu „niskokosztowego”. Wciąż jest modernizowany. W latach 90. znaczniejsze modernizacje przeszedł w 1993 i 1997 roku. Być może od tego ostatniego roku nosi on na rynku lokalnym nazwę Fiat Mille. Po modernizacji z 2001 roku nosi nazwę Fiat Mille Fire. Kolejne restylizacje przeszedł w lutym 2004 roku oraz czerwcu 2005. Zastosowano w nim m.in. silnik typu Flex. Poziom jego produkcji początkowo spadł poniżej 100 tys. sztuk rocznie (1999 – 77 263 szt.), po części ze względu na ówczesny kryzys finansowy, jednak wraz z rozwojem brazylijskiego rynku, począwszy od 2003 roku (94 838 szt.), produkcja wzrosła do 179 774 szt. w 2009 roku.
Sedan Fiat Prêmio powstawał do 1995 roku, kombi Elba do około 1996 roku. Zostały one zastąpione odpowiednio przez Fiata Sienę I produkowanego od marca 1997 roku  jedynie w Argentynie (z wykorzystaniem części podzespołów z Brazylii), oraz miejscowy model Palio Weekend I, który zadebiutował w marcu 1997 roku.

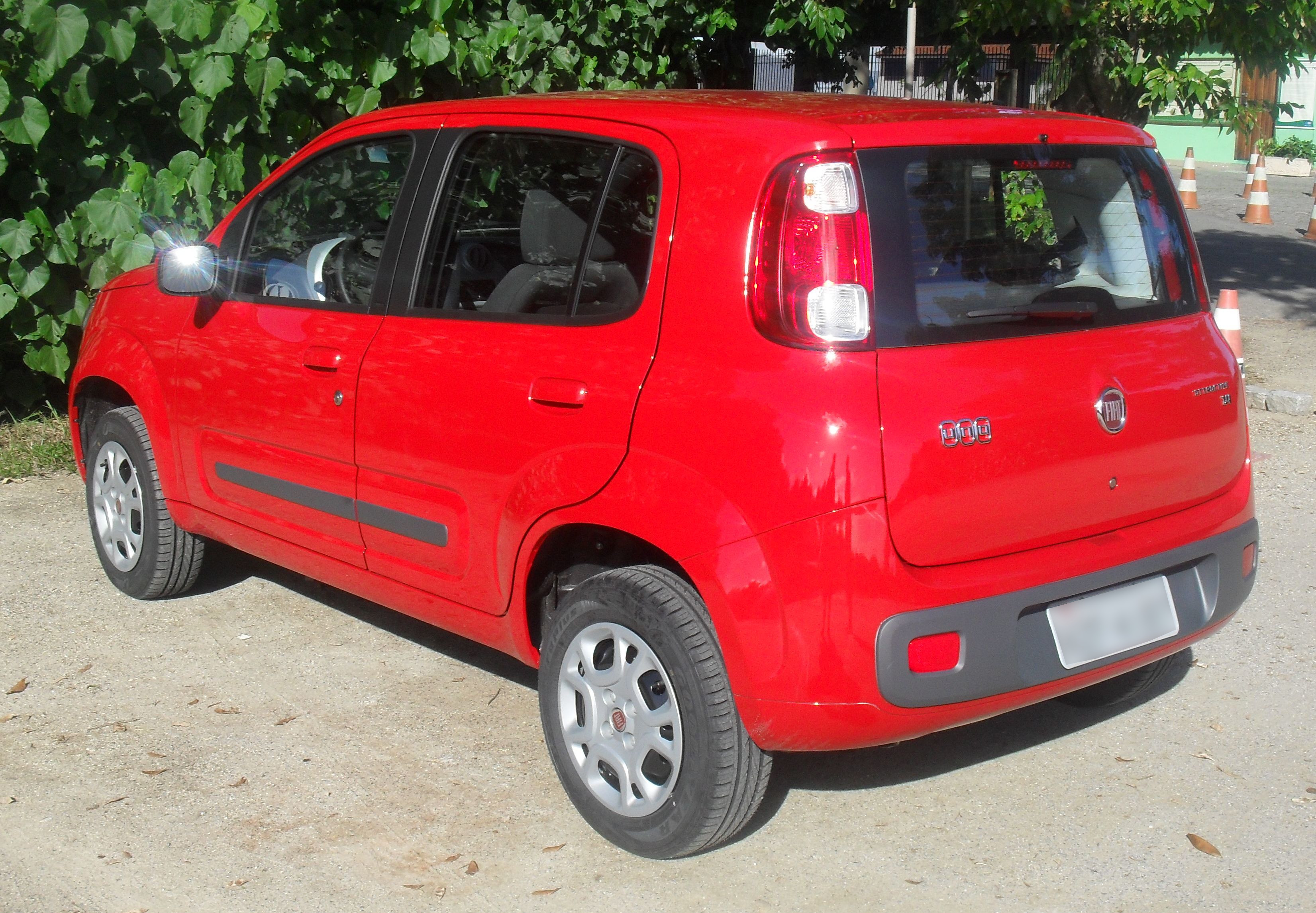
Fiat Uno II, model roku 2010

Fiat Fiorino II pickup powstawał do września 1999 roku (ostatnie 862 szt.), rok wcześniej zastąpiony przez Fiata Stradę I. W produkcji pozostał jedynie furgon Fiat Fiorino. Przechodził on podobne zmiany stylistyczne i konstrukcyjne jak model Mille. Maksymalny poziom produkcji furgonów i pickupów Fiorino II osiągnięto w 1994 roku – 73 890 sztuk. Poziom produkcji tego modelu obniżył się stopniowo do zaledwie 9747 szt. w 2002 roku (około 2000 roku zaniechano eksportu do Europy, sięgającego wcześniej prawdopodobnie poziomu około kilkunastu tys. sztuk rocznie), by następnie wzrosnąć do 27 807 szt. w 2008 roku. Mimo uruchomienia produkcji modelu kolejnej generacji, model ten nadal jest wytwarzany.
W kwietniu 2010 roku uruchomiono seryjną produkcję Fiata Uno II, następcy Fiata Mille. Model ten bazuje na zupełnie nowym podwoziu. Napędzany jest silnikiem 1.0 dm³ Evo Flex o mocy maksymalnej 73 lub 75 KM (w zależności od rodzaju paliwa), bądź o pojemności 1.4 dm³ Evo Flex o mocy 85 lub 88 KM. Powstaje również odmiana uterenowiona Fiat Uno Way, która m.in. posiada kilka dodatkowych osłon z tworzyw sztucznych oraz zwiększony prześwit.

### Rodzina Fiata Palio

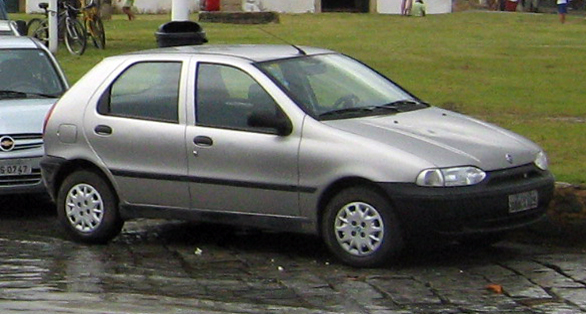
Fiat Palio I w Paraty, Brazylia

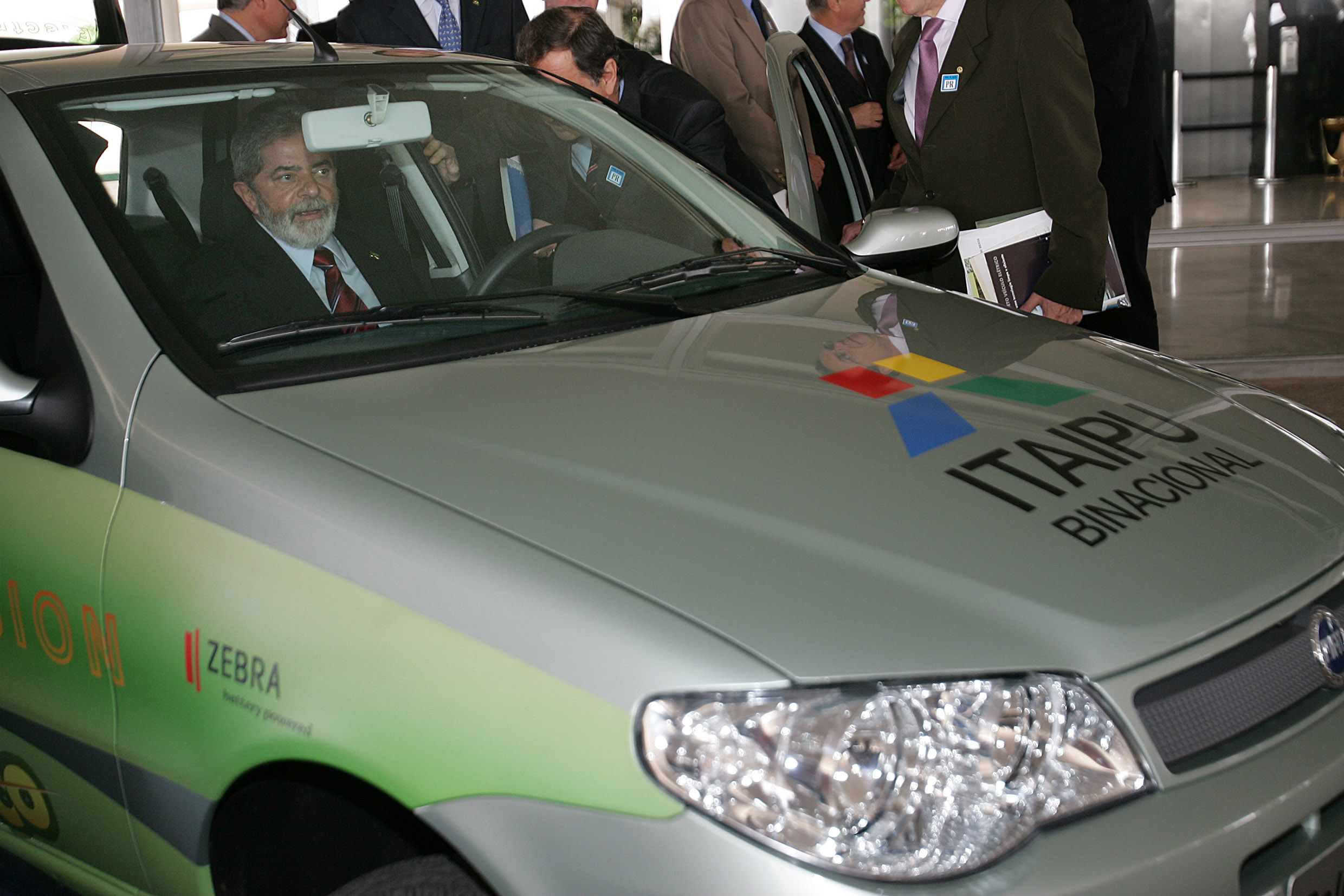
Prezydent Luiz Inácio Lula da Silva w Fiacie Palio III

W połowie lat 90. opracowano w Brazylii rodzinę samochodów z przeznaczeniem na rynki krajów rozwijających się, mającą docelowo zastąpić rodzinę na bazie Uno, a w koncernie Fiat odgrywać rolę samochodu światowego. W kwietniu 1996 roku zadebiutował Fiat Palio I. W marcu 1997 roku zadebiutował model kombi Palio Weekend I.
Produkcję Fiata Siena I uruchomiono w grudniu 1996 roku w fabryce w Ferreyra w Córdobie w Argentynie. Stamtąd był eksportowany m.in. do Brazylii. Następstwem kryzysu finansowego z 1997 roku były zmiany kursów walut, które import z Argentyny uczyniły nieopłacalnym. Dlatego w styczniu 1999 roku uruchomiono w Brazylii równoległą produkcję modelu Siena I. W 2002 roku została ona skoncentrowana w całości w Betim, a zakład w Argentynie zamknięto.
W październiku 1998 roku uruchomiono produkcję pickupa Fiat Strada I. Modele tej serii od połowy 1999 roku są eksportowane do Europy. Największy poziom produkcji osiągnęła Strada IV w 2009 roku – 97 734 sztuk.
Modele z rodziny Palio są modernizowane co około 3–4 lata. Druga generacja, która zadebiutowała na salonie motoryzacyjnym w São Paulo w październiku 2000 roku, była głównie głębokim odświeżeniem stylistycznym. Trzecia generacja z marca 2004 roku (z wyjątkiem Palio III – od listopada 2003 roku) została zaprojektowana od nowa, łącznie z powiększoną o kilkanaście milimetrów płytą podłogową, czwarta generacja z 2008 roku to kolejne głębsze odświeżenie stylistyczne. Począwszy od wprowadzenia drugiej generacji modeli Palio (bez Palio Weekend), Siena oraz trzeciej generacji Strady  pozostawia się w produkcji przez pewien czas, zazwyczaj dwa lata, najtańsze wersje (z silnikiem 1 dm³) poprzednich generacji tych modeli jako samochody „niskokosztowe”. Po tym okresie są one dalej oferowane, ale z nadwoziem aktualnej generacji. Do maja 2002 roku nazywano je Young (np. Palio Young). Obecnie noszą dodatkowy składnik nazwy Fire, np. Siena Fire.
W styczniu 2008 roku wznowiono produkcję Fiatów Siena w Córdobie w Argentynie w liczbie kilkudziesięciu tysięcy rocznie. Część podzespołów pochodzi z Brazylii. W 2009 roku dołączyły niewielkie liczby Fiatów Palio.
Najbardziej popularny jest 3 i 5 drzwiowy hatchback Fiat Palio, który w latach 2007–2009 powstawał w liczbie około 210–250 tys. szt. (2007 – 246 230 szt.). Najmniej popularny jest Palio Weekend, który po okresie większego popytu (1999 – 77 417 szt.) powstaje w liczbie około 20–48 tys. sztuk rocznie. Największy poziom produkcji wszystkich modeli z rodziny Palio osiągnięto w 2007 roku, gdy powstało ich 452 288 sztuk. Obecnie stanowią znacznie ponad połowę produkcji rocznej FIASA.

### Pozostałe modele
Poza małymi, tanimi i produkowanymi na ogół w dużych seriach modelami klasy B FIASA produkuje również nieco większe modele klasy średniej oraz pojazdy bardziej niszowe i specjalne. Obowiązujące w Brazylii stawki celne na samochody (sięgające około 80%) powodują, że import jest mało opłacalny i liczbowo niewielki. Opłacalna może być nawet produkcja miejscowa rzędu kilkunastu czy kilku tysięcy sztuk rocznie. Wyjątek stanowi jedynie import z krajów Mercosur (w ramach której znacznie zredukowano lub zniesiono cła), w praktyce z Argentyny.

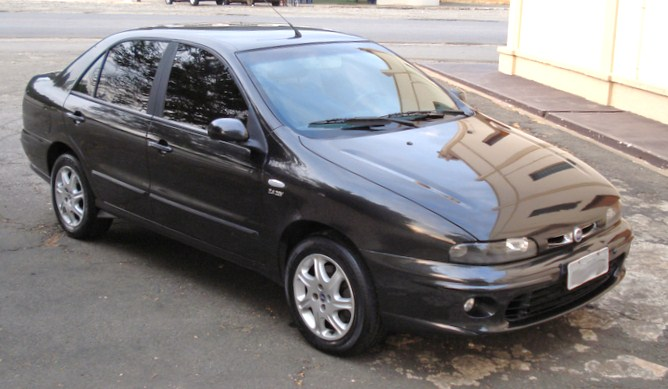
Fiat Marea 2.4 20V z 2003 roku

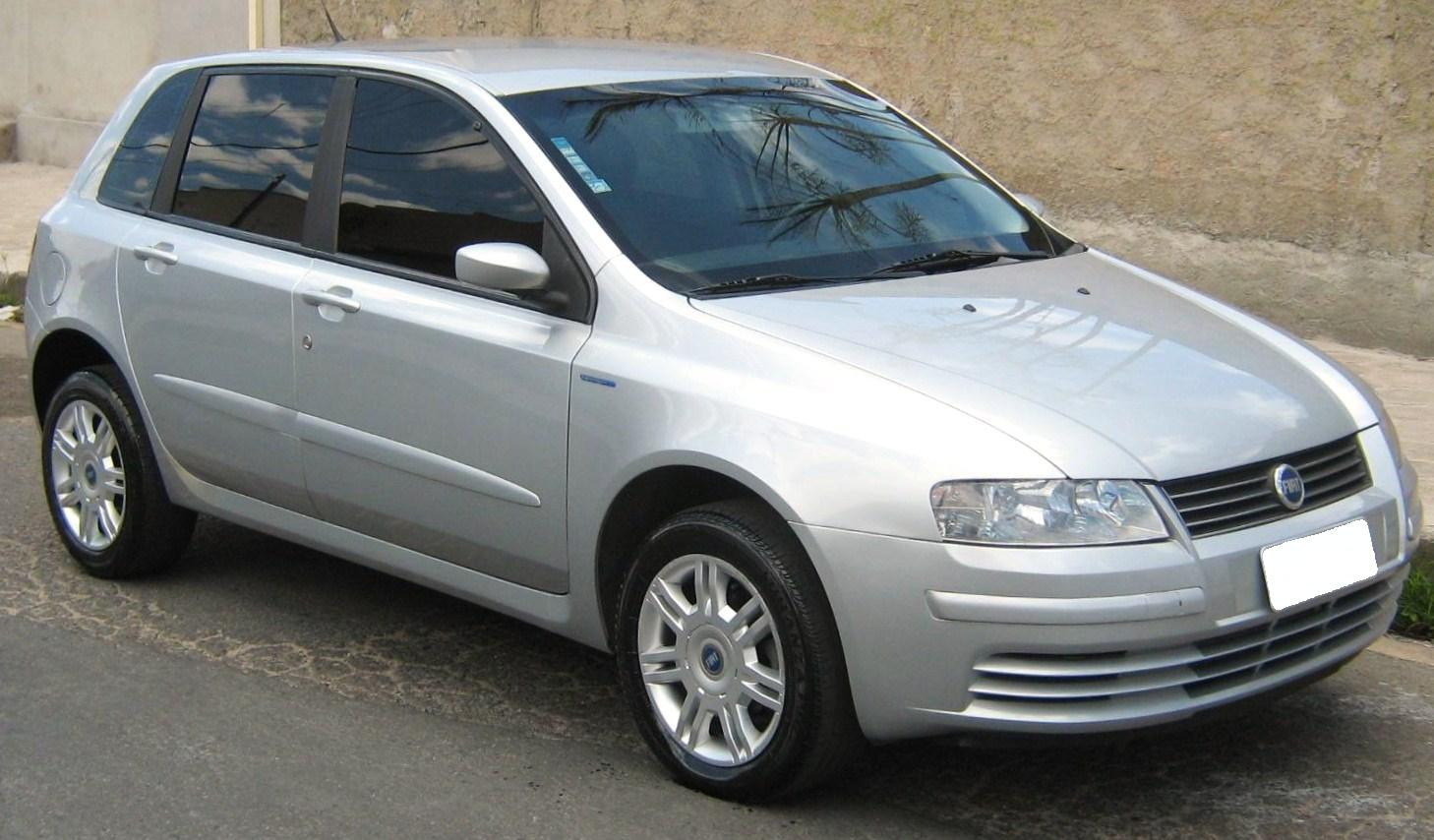
Fiat Stilo w 2009 roku w São Paulo

Do wzrostu liczby produkowanych na początku lat 90. samochodów w pewnym (niewielkim) stopniu przyczynił się pierwszy samochód z klasy C, produkowany od 1991 roku Fiat Tempra. Powstawał on w znanych w Europie wersjach nadwoziowych sedan i kombi Tempra Weekend. Wdrożono jednak również nową, nieznaną w Europie wersję Fiat Tempra Coupé, zwaną również Fiat Tempra Turbo. Przy nie zmienionych wymiarach zewnętrznych ten samochód miał dwudrzwiowe nadwozie typu coupé. Nadwozie miało bardziej sportowy wygląd, a parametry trakcyjne poprawiał silnik o pojemności 2,0 dm³ pochodzący z argentyńskiego przedsiębiorstwa Sevel Argentina, w którym Fiat miał mniejszościowe udziały. Produkcja roczna tego modelu prawdopodobnie nie przekroczyła poziomu 20–30 tys. sztuk. Od września 1993 roku sprzedawano w Brazylii importowany z Włoch bliźniaczy model Fiat Tipo. W 1995 roku wprowadzono go do produkcji, która trwała jedynie do 1997 roku. Rok później zakończono produkcję Tempry. Została ona zastąpiona przez modele Fiat Marea i Marea Weekend (1998 – grudzień 2007). Rok później wprowadzono bliźniaczy model Fiat Brava (kwiecień 1999 – czerwiec 2003). Po początkowym sukcesie (maksimum produkcji w latach: 1999 – 21 719 szt. Marea; 2000 – 17 400 szt. Brava) poziom ich produkcji zaczął szybko spadać, dlatego w styczniu 2002 roku wprowadzono do produkcji model Fiat Stilo cieszący się stabilnym popytem na poziomie około 10–13 tys. szt. rocznie (maksymalna produkcja w 2008 roku wyjątkowo osiągnęła 18 455 szt.). Od 2007 roku produkowany jest duży model klasy B Fiat Grande Punto, sprzedawany pod nazwą Fiat Punto (w 2008 roku powstało 45 291 szt.). We wrześniu 2008 roku do seryjnej produkcji wdrożono opartego na Grande Punto następcę Marei – znany z firmy Tofas model Fiat Linea (2009 – 17 269 szt.).
Od lipca 2005 roku produkowany jest minivan Fiat Idea. Największą produkcję, 40 545 szt., osiągnięto w 2007 roku.
Od października 2001 roku jest produkowany rodzinny kombivan Fiat Doblò oraz znacznie mniej popularna, dłuższa o 40 cm odmiana użytkowa Doblò Cargo. Największa produkcja obu wersji nastąpiła w 2006 roku – 11 513 szt., co zapewne wiązało się z przeprowadzoną w lutym tego roku restylizacją.

## Sprzedaż w Brazylii
FIASA sprzedaje w Brazylii głównie produkowane przez siebie samochody oraz modele importowane z Europy, a w niektórych okresach także modele importowane z Argentyny.
Od września 2000 roku działa zakład spółki joint-venture Iveco Mercosur LTDA w Sete Lagoas produkujący samochody ciężarowe i dostawcze. Po połowie udziałów mają w nim Fiat i Iveco. Produkowane są w nim m.in. samochody dostawcze Fiat Ducato II (od 2002 roku są to również bliźniacze Citroën Jumper i Peugeot Boxer). Dystrybucją modeli Ducato II w Brazylii zajmuje się Fiat Automóveis. W latach 2000–2005 produkowano około 200-400 szt. rocznie Ducato Maxi o dopuszczalnej masie całkowitej ponad 3,5 tony, czyli zaliczanych do lekkich samochodów ciężarowych. W kolejnych latach powstało: 2000 – 692 szt., 2001 – 4370 szt., 2002 – 3210 szt., 2003 – 2864 szt., 2004 – 4941 szt., 2005 – 5362 szt., 2006 – 5597 szt., 2007 – 7275 szt., 2008 – 8935 szt., 2009 – 8000 sztuk wszystkich odmian Fiatów Ducato II.
W Brazylii i innych krajach Ameryki Południowej popularne są samochody zasilane etanolem. Powstały one po niezbyt udanych eksperymentach z silnikami zasilanymi wyłącznie alkoholem. Jednostki napędowe typu dual fuel z nazwą handlową Flex oferowane są przez FIASA od 2003 roku. Silniki są przystosowane do spalania zarówno czystej benzyny, jak i 100% etanolu bądź ich mieszanek w dowolnych proporcjach. Fiat w 2003 roku wyprodukował 3 tys. samochodów z silnikami Flex. W kolejnych latach produkcja wzrastała, a w 2008 roku takich samochodów powstało aż 690 tys. sztuk.

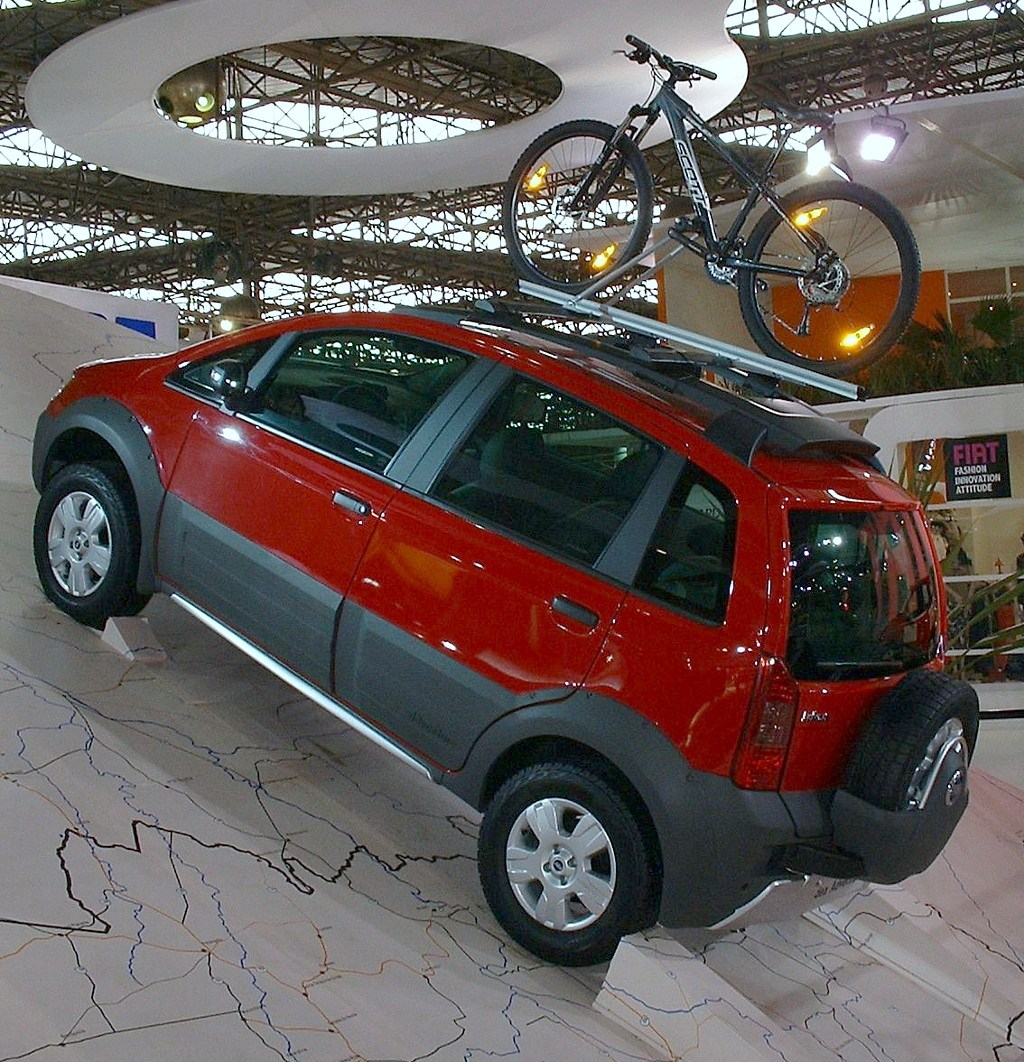
Fiat Idea Adventure z 2006 roku

Samochody produkowane w Brazylii powstają i są sprzedawane w wielu odmianach, często jedynie tu produkowanych. Najbardziej znane są wersje rekreacyjne z napędem na cztery koła, noszące dodatkowe oznaczenie Adventure, a od 2008 roku również Adventure Locker. Pierwszy zadebiutował w 1999 roku. Ten rodzaj konstrukcji i wyposażenia jest dostępny od pierwszych lat dekady 2001-2010 dla modeli: Fiat Doblò (od września 2003), Idea (od sierpnia 2006), Palio Weekend (od 2001), Siena i Strada (od 2002), od 2009 roku także w wersji z przedłużoną kabiną. Strada oferowana jest ponadto w wersji Trekking. Inny sposób modernizacji, to tworzenie wersji sportowych, np. produkowany od 2008 roku Fiat Punto Turbo z silnikiem 1,4 T-Jet o mocy maksymalnej 114 kW (155 KM), będący odpowiednikiem europejskich modeli Abarth Grande Punto modernizowanych przez firmę Abarth.
Sprzedaż Fiatów w Brazylii w 2008 roku wyniosła 665 514 szt. (w tym 657 778 szt. osobowych), co daje około 25% udziału w rynku. Od początku dekady 2001-2010 w niektórych okresach sprzedaż firmy Fiat Automóveis jest większa niż tradycyjnego lidera Volkswagen do Brasil.
Sprzedaż za granicę, czyli eksport, w stosunku do produkcji osiągnęła największą wartość względną w 1982 roku – 63,43% (103 677 szt.). Największy poziom eksportu w liczbach bezwzględnych w 1994 roku – 191 559 sztuk (38,26%). W pierwszych latach XXI wieku odsetek eksportu w strukturze produkcji spadł do kilkunastu procent rocznie, a jego poziom przez większość pierwszej dekady wieku wynosił kilkadziesiąt tysięcy sztuk rocznie. Oprócz gotowych samochodów eksportowano standardy montażowe i części. 

## Samochody koncepcyjne
Fiat Automóveis opracowuje również modele koncepcyjne. Crossover Fiat FCC Adventure został zaprezentowany podczas targów motoryzacyjnych w São Paulo jesienią 2006 roku. Zaś Fiat FCC II Concept zadebiutował podczas targów motoryzacyjnych w São Paulo jesienią 2008 roku. To dwumiejscowy łazik typu buggy w którym zastosowano silniki elektryczne, a karoserię wykonano z naturalnych włókien, łatwo poddających się recyklingowi po wycofaniu pojazdu z eksploatacji.

## Nagrody
Samochody wytwarzane w firmie Fiat Automóveis otrzymały wiele nagród. Najważniejsze z nich to kilkanaście tytułów Brazylijskiego Samochodu Roku (Carro do Ano no Brasil). Niektóre z nich otrzymywały go kilkakrotnie (w różnych wersjach i generacjach), nawet rok po roku.
| Tytuł na rok | Laureat     |  | Tytuł na rok | Laureat       |  | Tytuł na rok | Laureat        |  | Tytuł na rok | Laureat     |  | Tytuł na rok | Laureat      |
| ------------ | ----------- |  | ------------ | ------------- |  | ------------ | -------------- |  | ------------ | ----------- |  | ------------ | ------------ |
| 1978         | Fiat 147    |  | 1992         | Fiat Uno I    |  | 2002         | Fiat Stilo     |  | 2006         | Fiat Idea   |  | 2012         | Fiat Palio V |
| 1985         | Fiat Uno I  |  | 1999         | Fiat Marea    |  | 2003         | Fiat Stilo     |  | 2008         | Fiat Punto  |  |              |              |
| 1986         | Fiat Prêmio |  | 2001         | Fiat Palio II |  | 2004         | Fiat Palio III |  | 2011         | Fiat Uno II |  |              |              |

## Poziom produkcji i eksportu
Produkcja samochodów osobowych i dostawczych (bez Alfa Romeo i Fiatów Ducato II):
| Rok  | Osobowe | Dostawcze | Łącznie |  | Rok  | Osobowe | Dostawcze | Łącznie |  | Rok  | Osobowe | Dostawcze | Łącznie |
| ---- | ------- | --------- | ------- |  | ---- | ------- | --------- | ------- |  | ---- | ------- | --------- | ------- |
| 1976 | 8350    | –         | 8350    |  | 1988 | 150 844 | 62 805    | 213 649 |  | 2000 | 362 419 | 70 670    | 433 089 |
| 1977 | 65 052  | –         | 65 052  |  | 1989 | 149 669 | 68 160    | 217 829 |  | 2001 | 384 694 | 47 576    | 432 270 |
| 1978 | 95 695  | 1607      | 97 302  |  | 1990 | 162 577 | 61 091    | 223 668 |  | 2002 | 338 945 | 44 456    | 383 401 |
| 1979 | 120 004 | 9317      | 129 321 |  | 1991 | 192 140 | 63 416    | 255 556 |  | 2003 | 309 520 | 45 822    | 355 342 |
| 1980 | 145 199 | 15 018    | 160 217 |  | 1992 | 244 652 | 65 620    | 310 272 |  | 2004 | 370 252 | 61 806    | 432 038 |
| 1981 | 103 672 | 26 709    | 130 381 |  | 1993 | 337 445 | 56 146    | 393 591 |  | 2005 | 423 663 | 74 071    | 497 718 |
| 1982 | 130 238 | 33 211    | 163 449 |  | 1994 | 426 848 | 73 890    | 500 738 |  | 2006 | 480 552 | 76 382    | 556 934 |
| 1983 | 115 185 | 31 028    | 146 213 |  | 1995 | 396 517 | 67 152    | 463 669 |  | 2007 | 610 326 | 100 238   | 710 564 |
| 1984 | 99 843  | 38 364    | 138 207 |  | 1996 | 477 775 | 61 883    | 539 658 |  | 2008 | 603 089 | 110 426   | 713 515 |
| 1985 | 114 370 | 36 611    | 150 981 |  | 1997 | 551 051 | 68 115    | 619 166 |  | 2009 | 603 108 | 125 512   | 728 620 |
| 1986 | 130 811 | 36 578    | 167 389 |  | 1998 | 360 937 | 53 137    | 414 074 |  | 2010 | 576 307 | 181 111   | 757 418 |
| 1987 | 169 760 | 43 887    | 213 647 |  | 1999 | 345 575 | 54 228    | 399 803 |  | 2011 | 576 029 | 186 152   | 762 181 |

Źródło: ANFAVEA
Eksport samochodów osobowych i dostawczych Fiat (łącznie z Fiatem Ducato II):
| Rok  | Eksport |  | Rok  | Eksport |  | Rok  | Eksport |  | Rok  | Eksport |  | Rok  | Eksport |
| ---- | ------- |  | ---- | ------- |  | ---- | ------- |  | ---- | ------- |  | ---- | ------- |
| 1977 | 1346    |  | 1984 | 78 008  |  | 1991 | 110 044 |  | 1998 | 107 193 |  | 2005 | 98 977  |
| 1978 | 7131    |  | 1985 | 65 025  |  | 1992 | 165 801 |  | 1999 | 102 817 |  | 2006 | 95 916  |
| 1979 | 13 484  |  | 1986 | 64 241  |  | 1993 | 168 417 |  | 2000 | 80 530  |  | 2007 | 102 638 |
| 1980 | 40 312  |  | 1987 | 138 059 |  | 1994 | 191 559 |  | 2001 | 46 517  |  | 2008 | 78 221  |
| 1981 | 71 179  |  | 1988 | 138 216 |  | 1995 | 133 758 |  | 2002 | 29 214  |  | 2009 | 45 218  |
| 1982 | 103 677 |  | 1989 | 137 830 |  | 1996 | 100 886 |  | 2003 | 40 232  |  | 2010 | 66 554  |
| 1983 | 72 110  |  | 1990 | 116 318 |  | 1997 | 122 895 |  | 2004 | 75 704  |  | 2011 | 87 178  |

Źródło: ANFAVEA

## Galeria

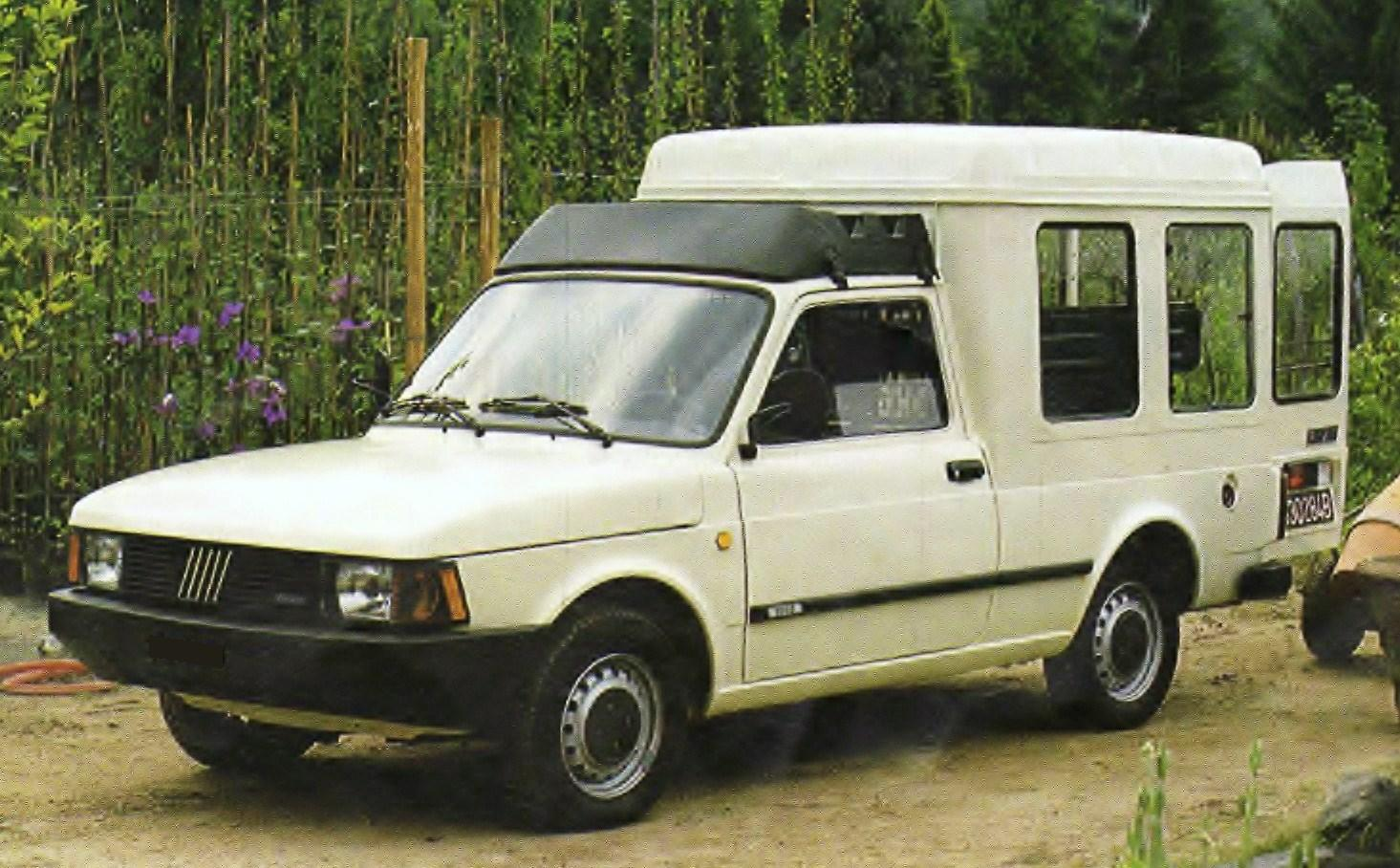
Furgon Fiat Fiorino I z 1983 roku
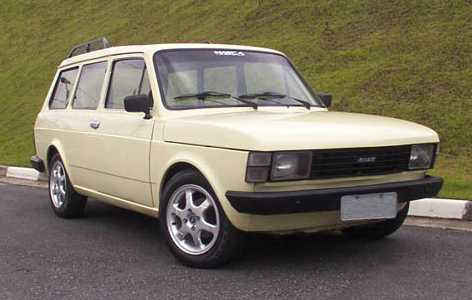
Fiat Panorama z 1984 roku
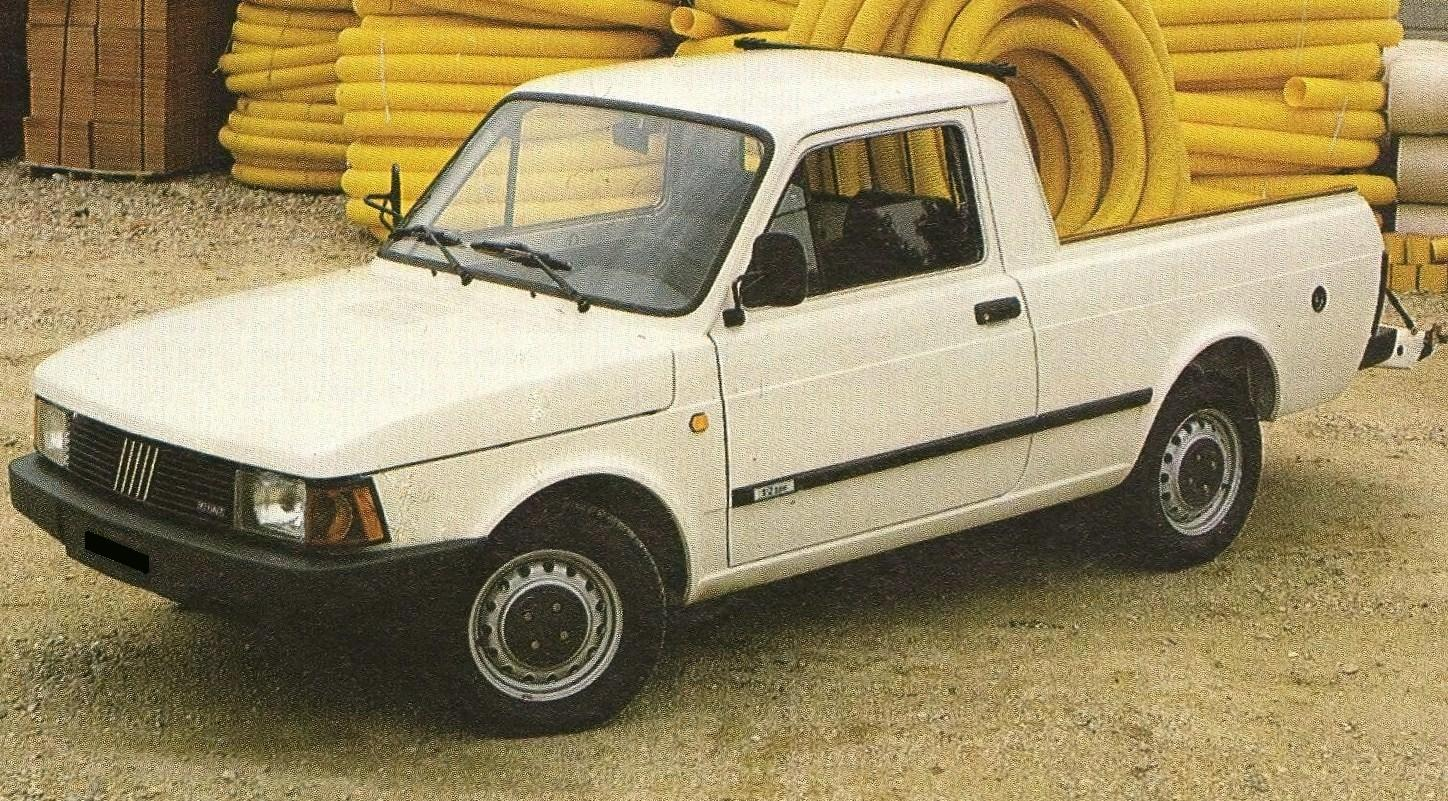
Fiat Fiorino I pickup z 1985 roku
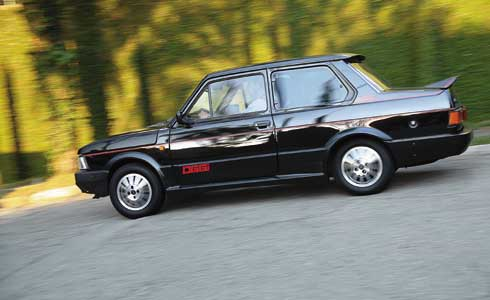
Fiat Oggi CCS
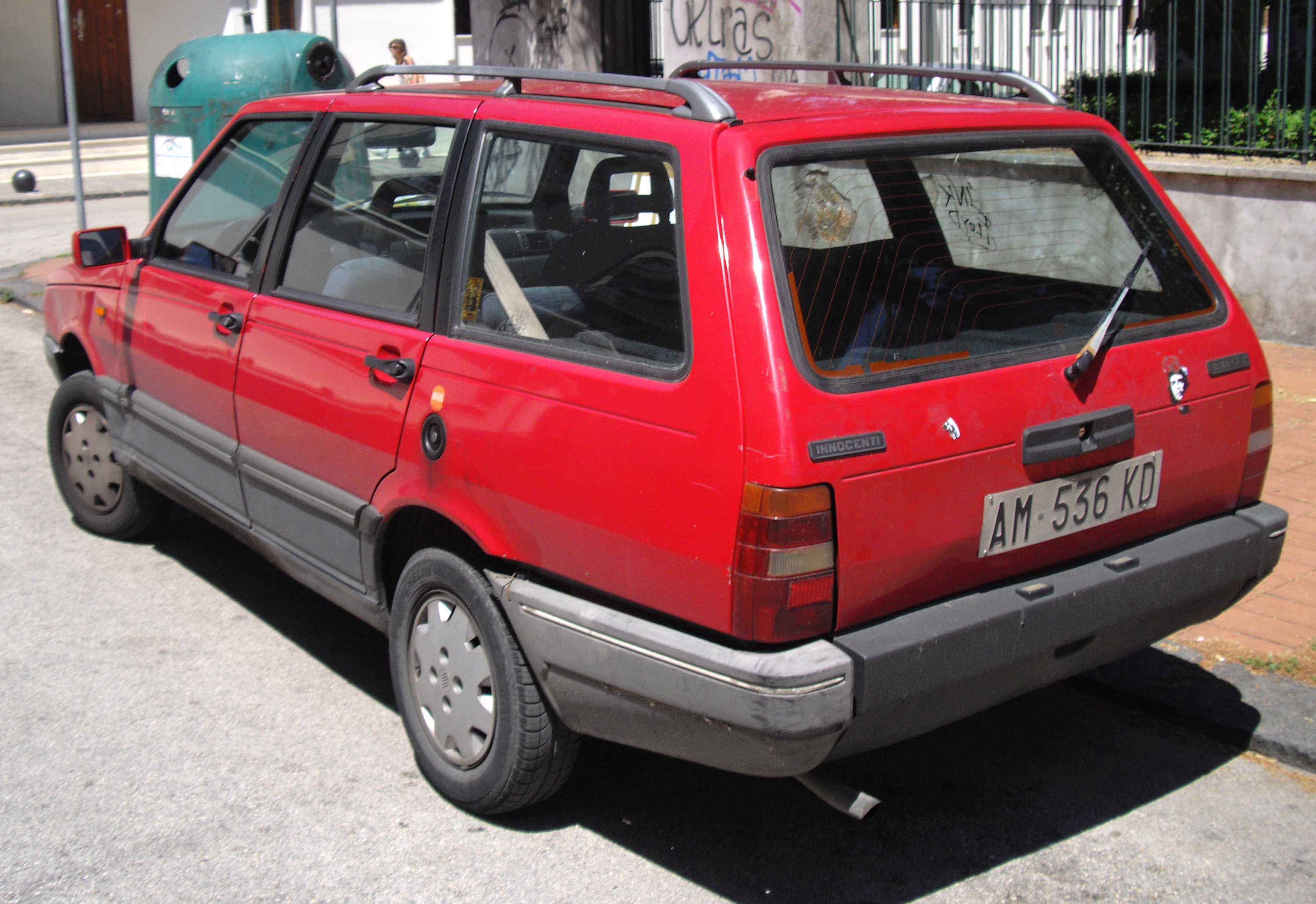
Innocenti Elba we Włoszech
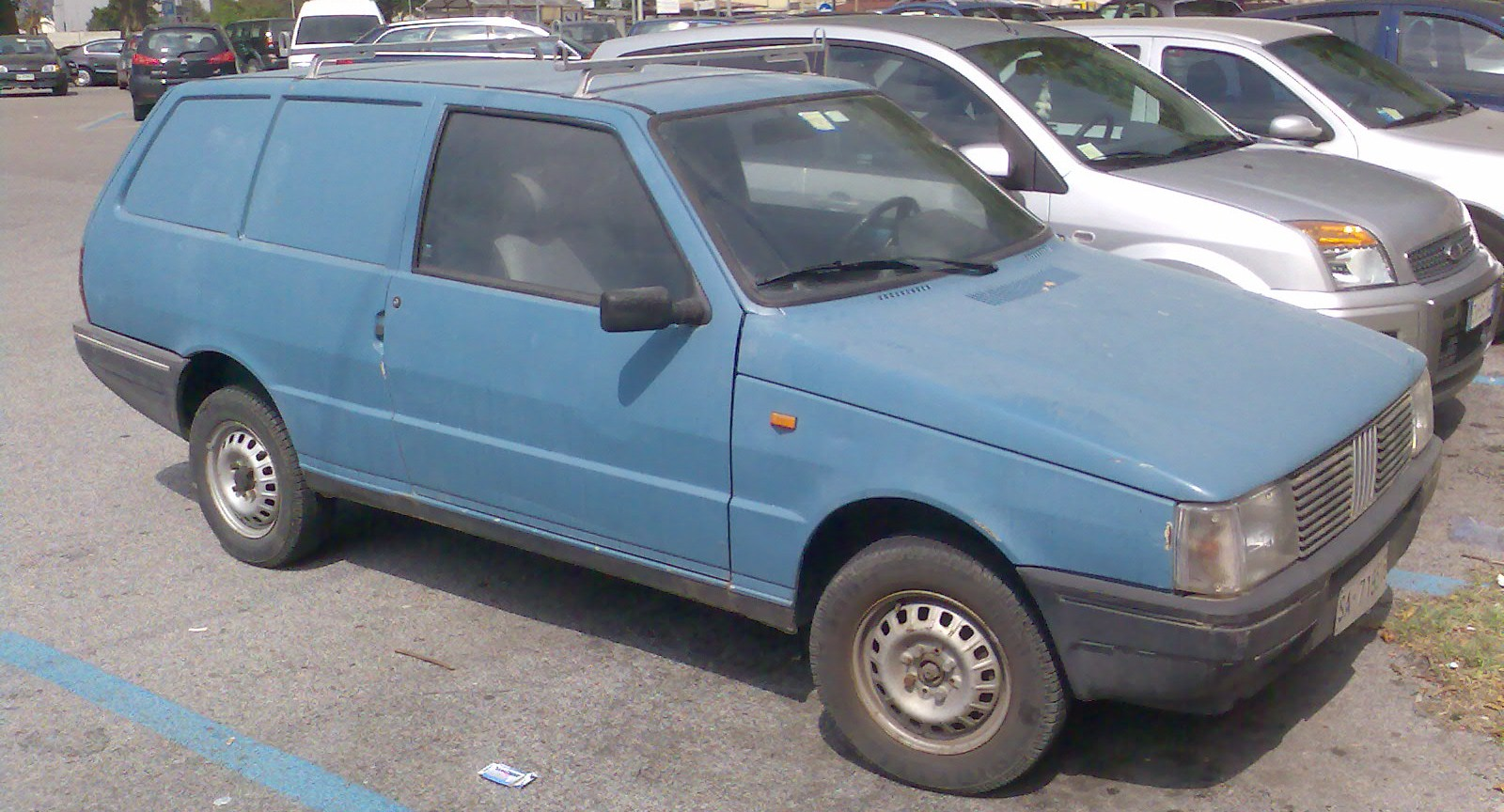
Fiat Penny w Salerno
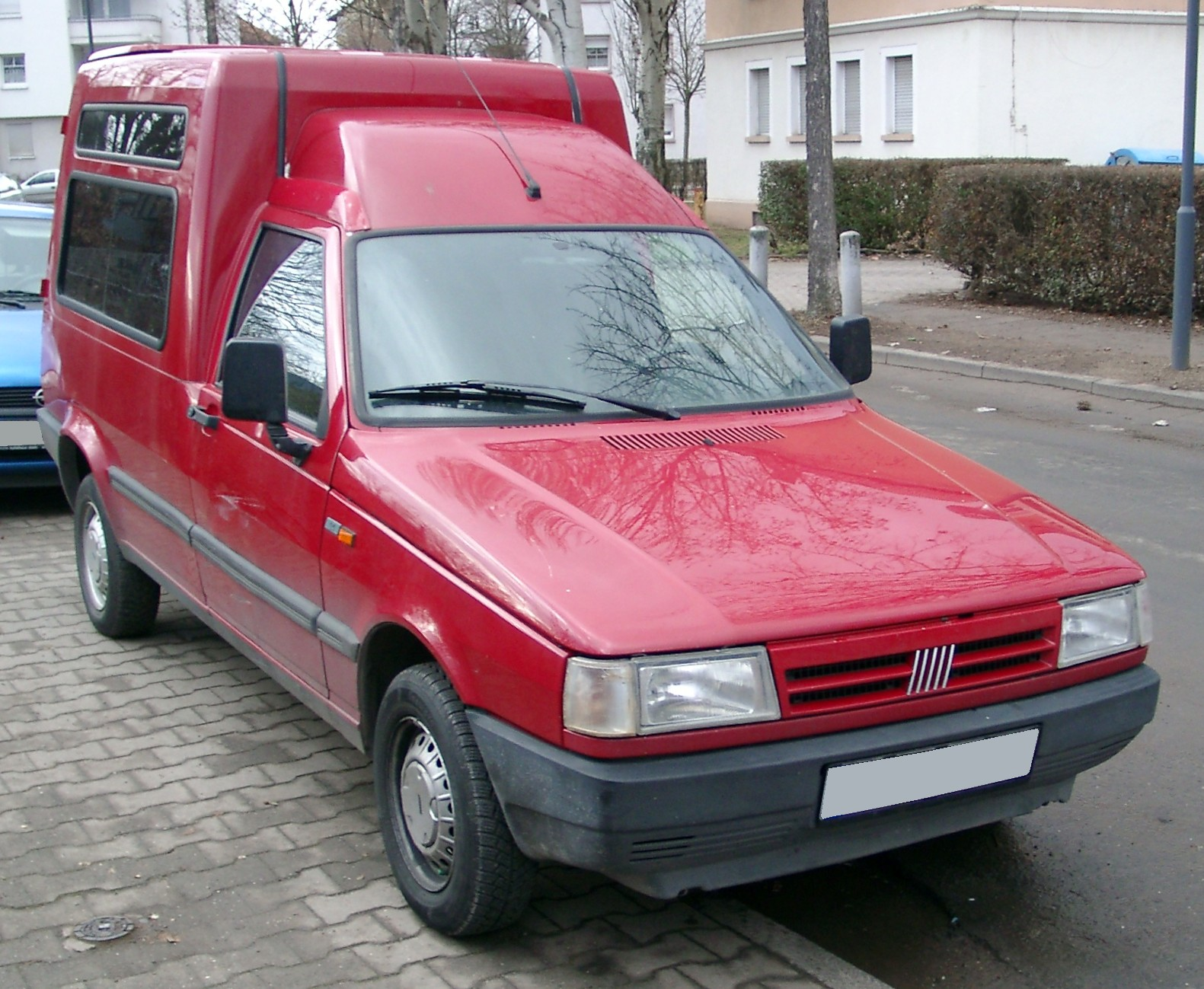
Fiat Fiorino II Panorama w Europie
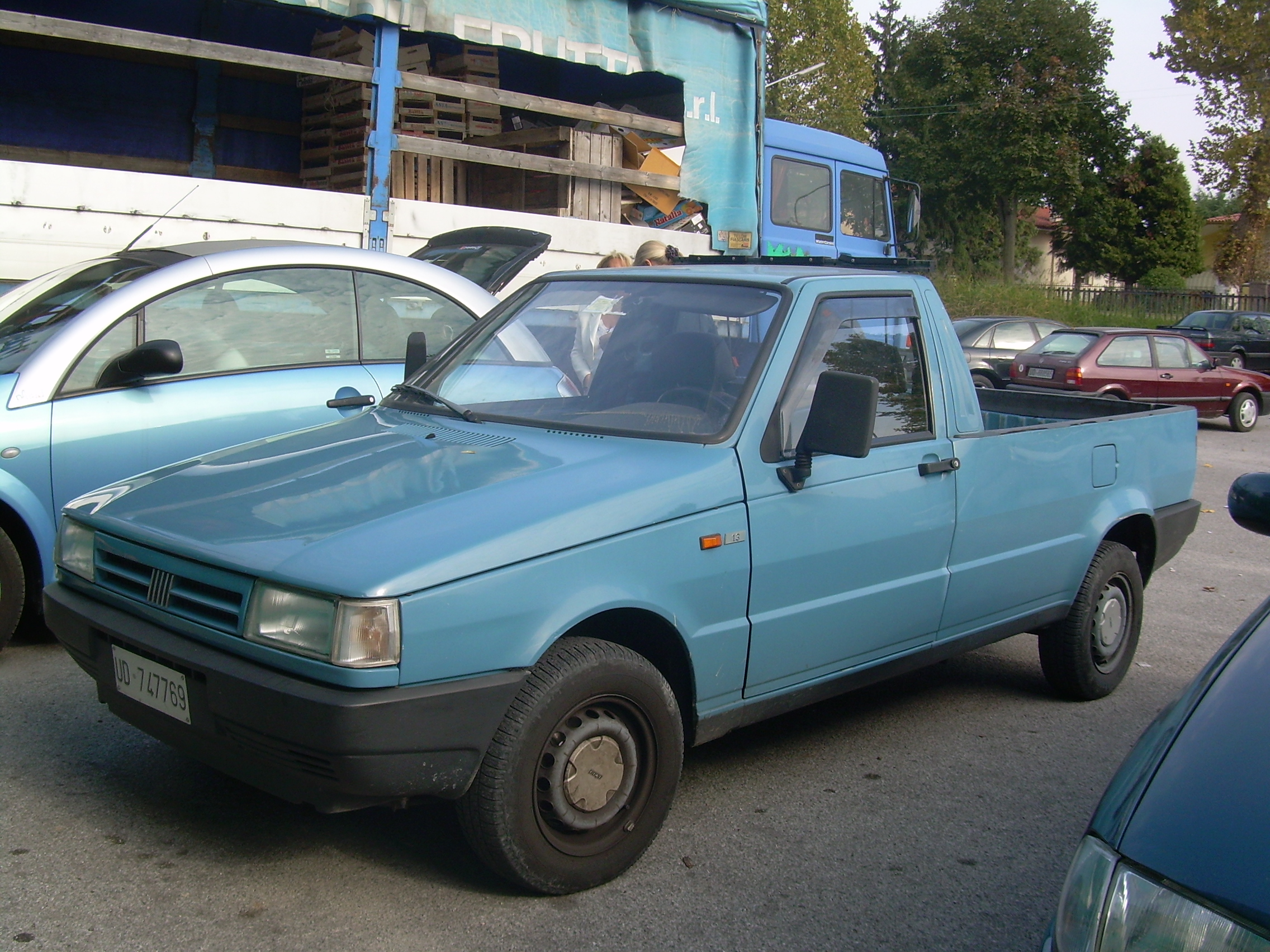
Fiat Fiorino II pick-up
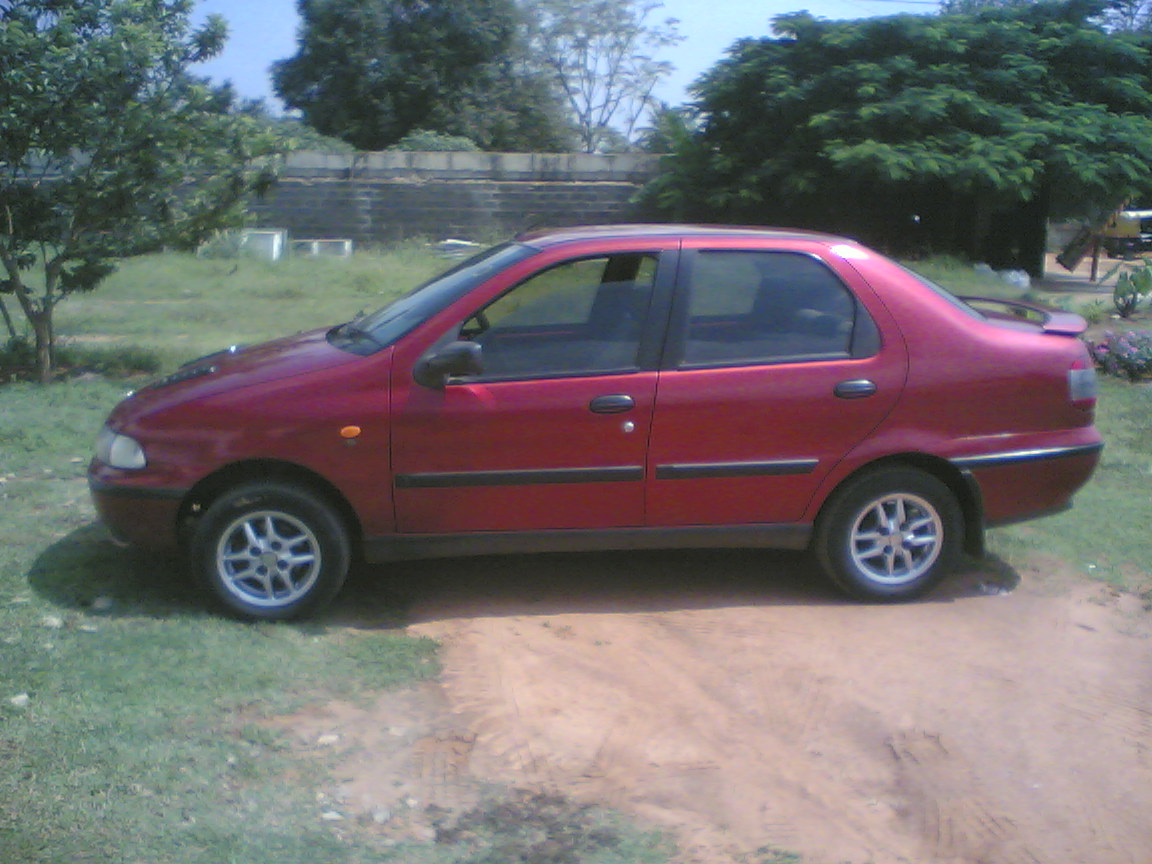
Fiat Siena I z 1999 roku
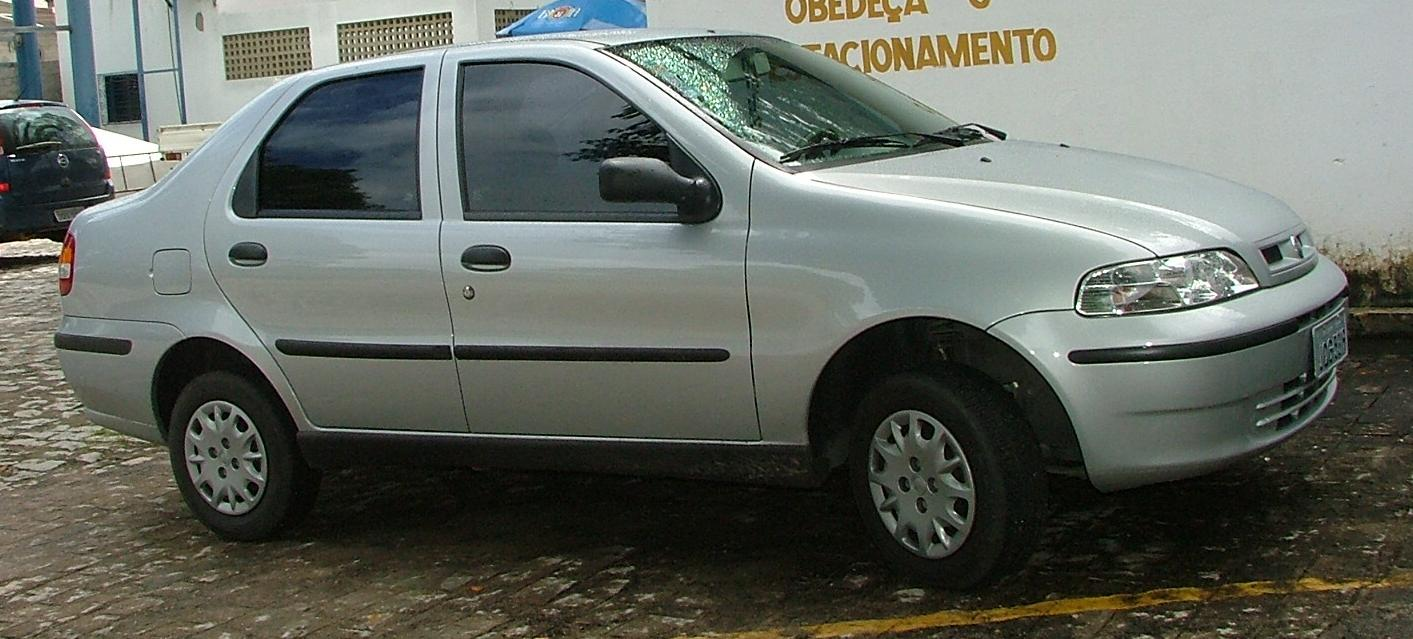
Fiat Siena II
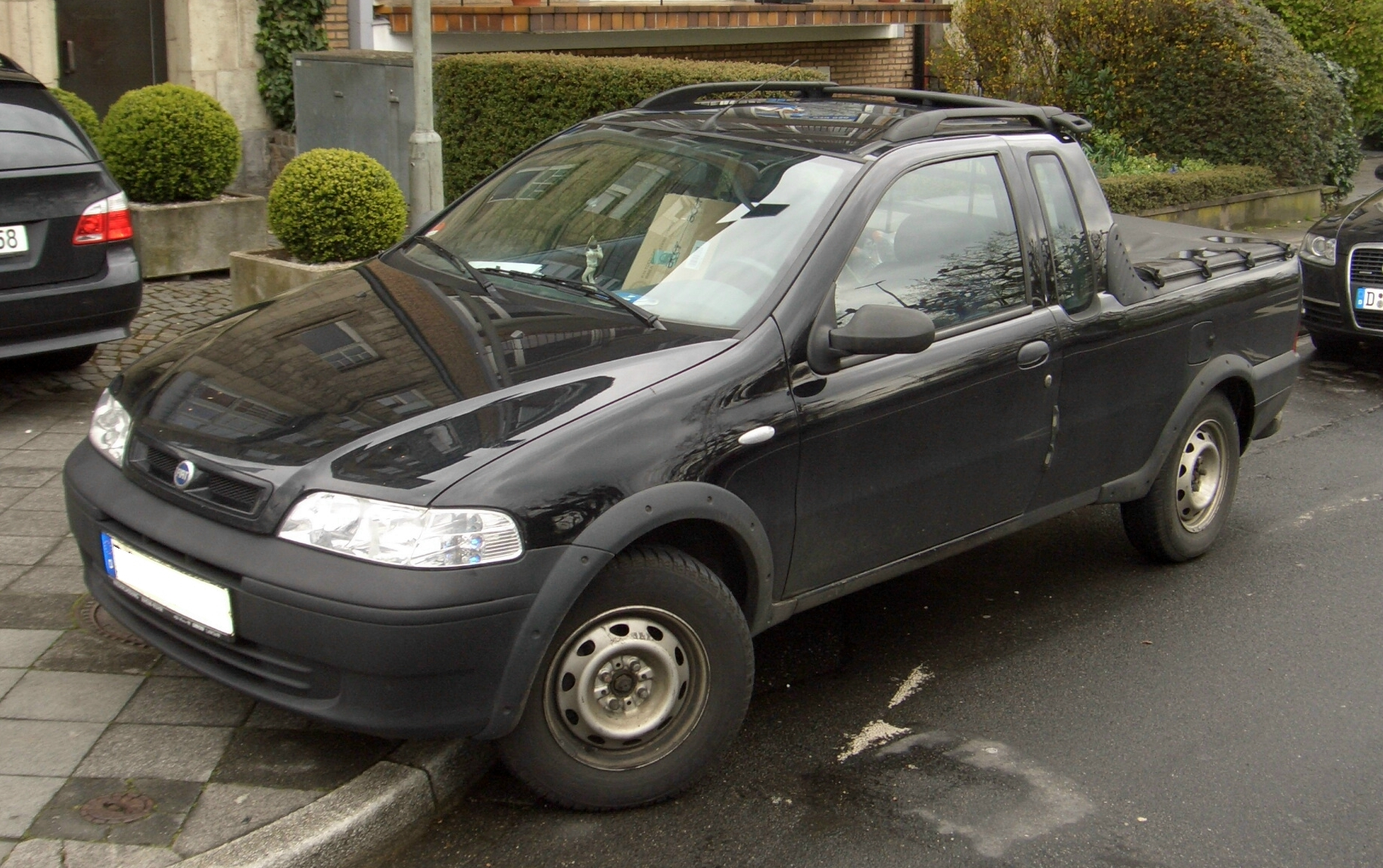
Fiat Strada II w Europie
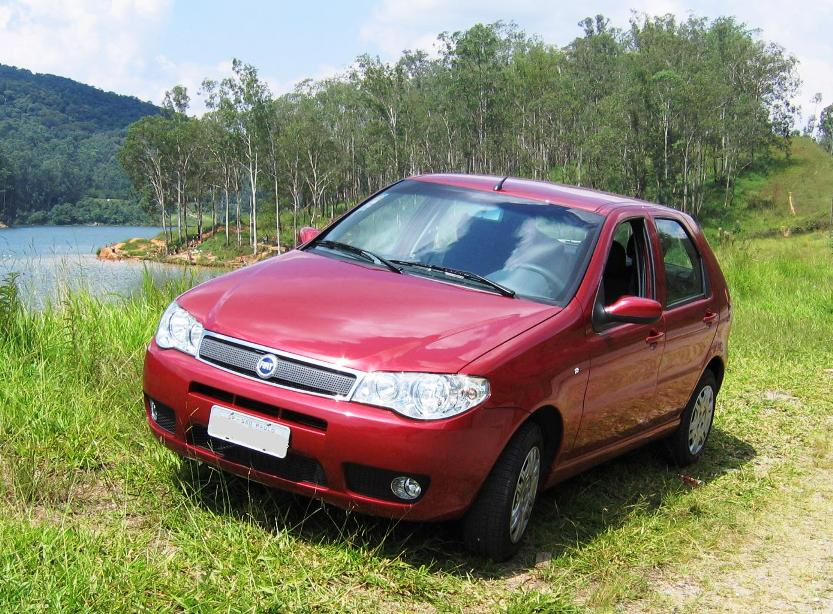
Fiat Palio HLX Flex III
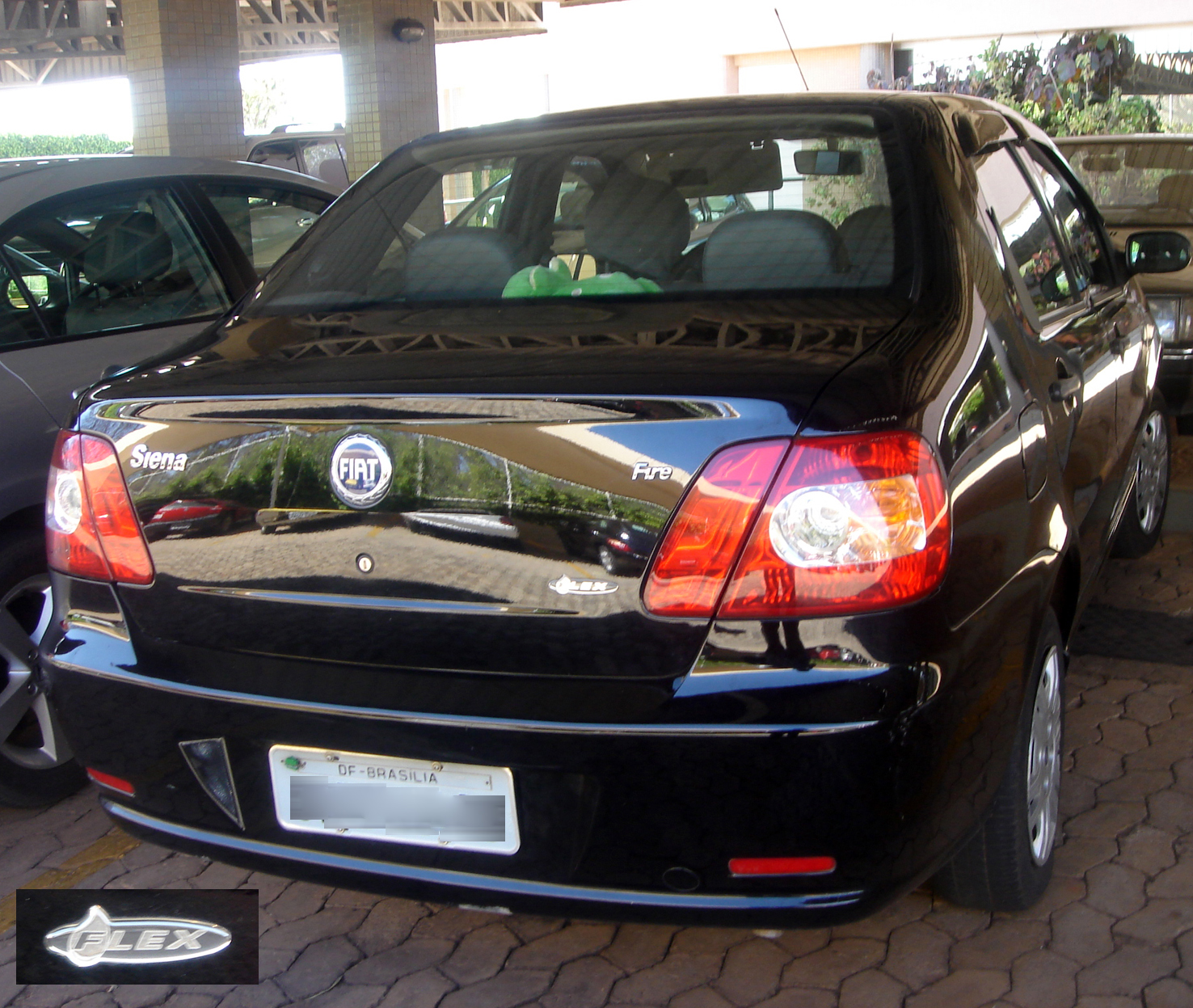
Fiat Siena III typu Flex od tyłu
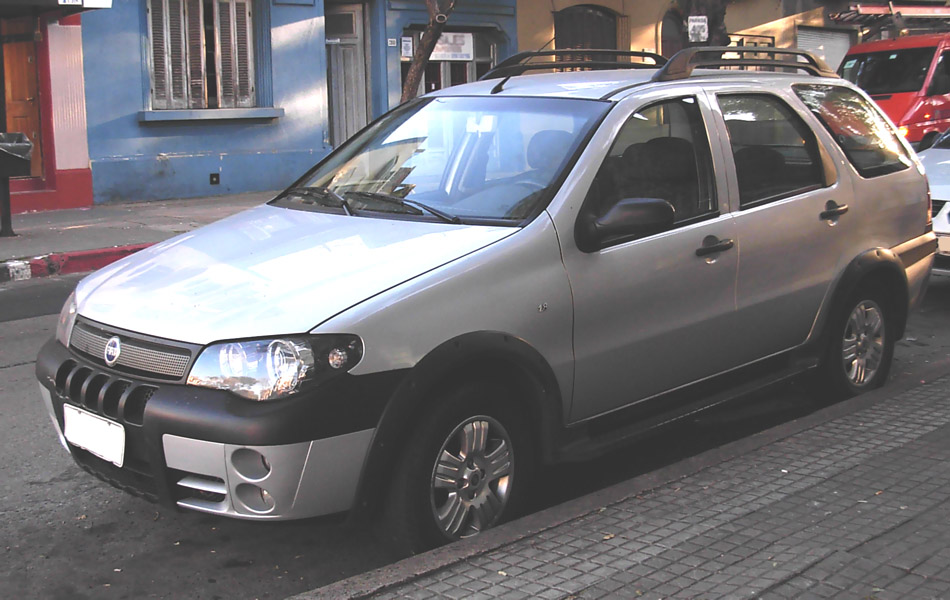
Fiat Palio Adventure III
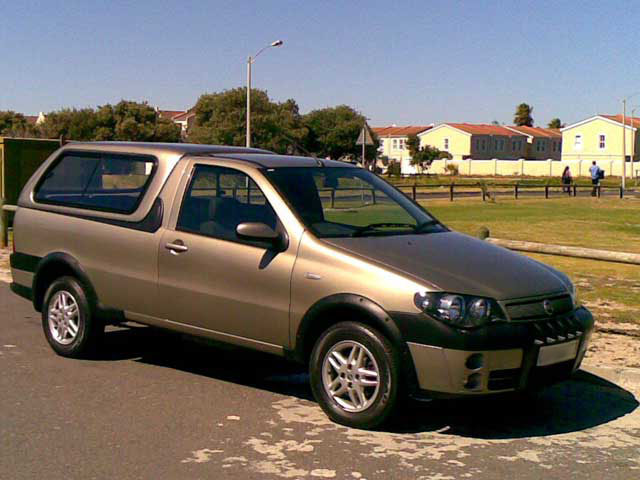
Fiat Strada 1.6 ELX z hardtopem z 2007 roku
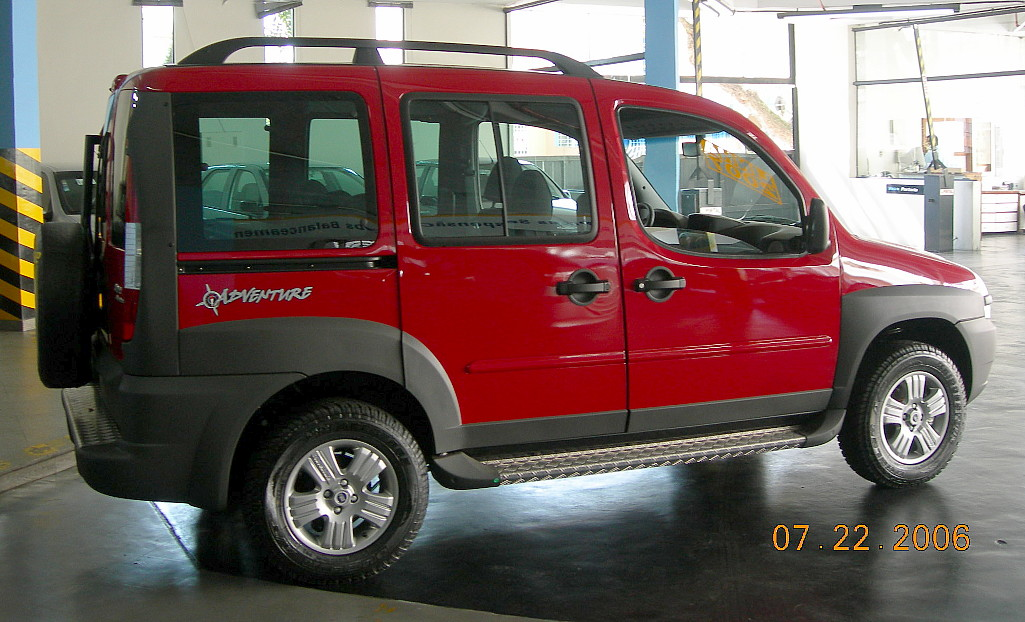
Fiat Doblò Adventure w 2006 roku
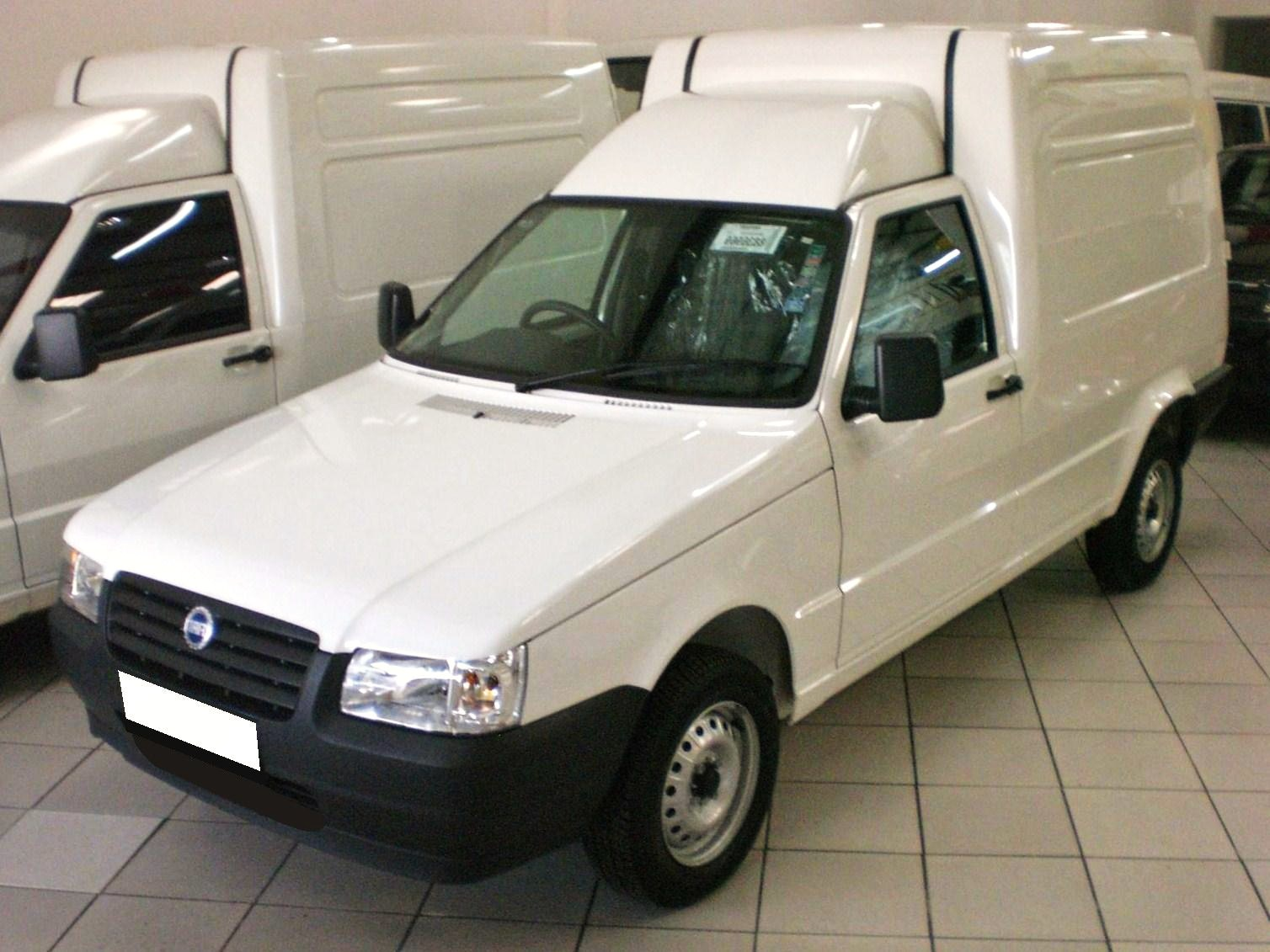
Fiat Fiorino Fire Cargo rocznik 2008 na bazie Fiata Mille
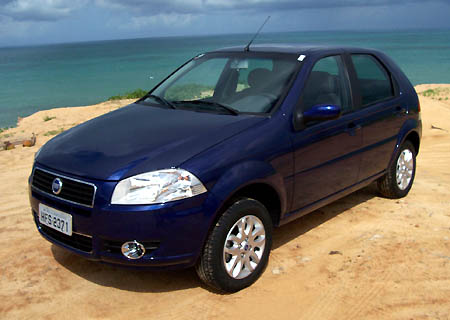
Fiat Palio IV z 2008 roku
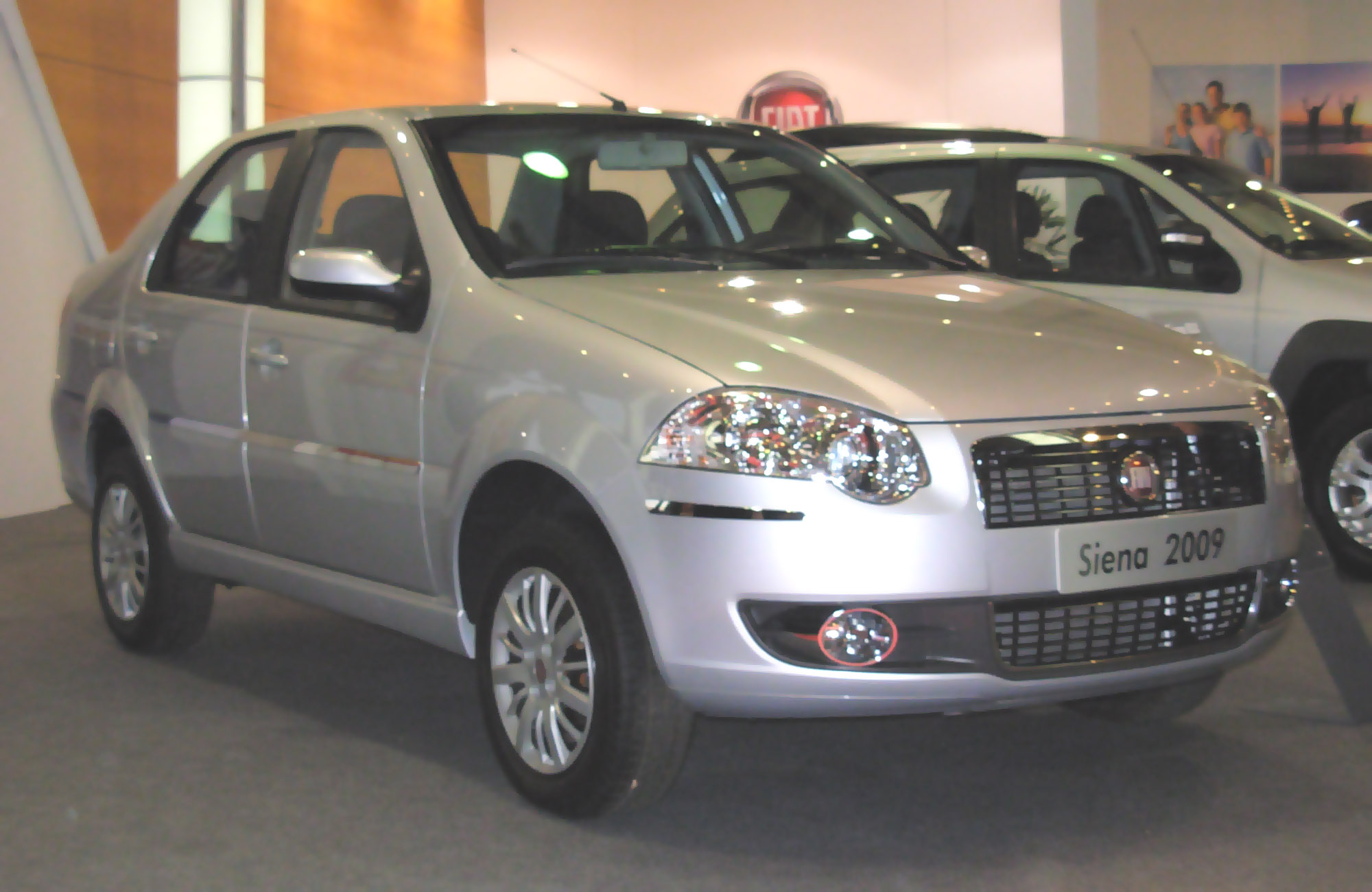
Fiat Siena IV w 2008 roku
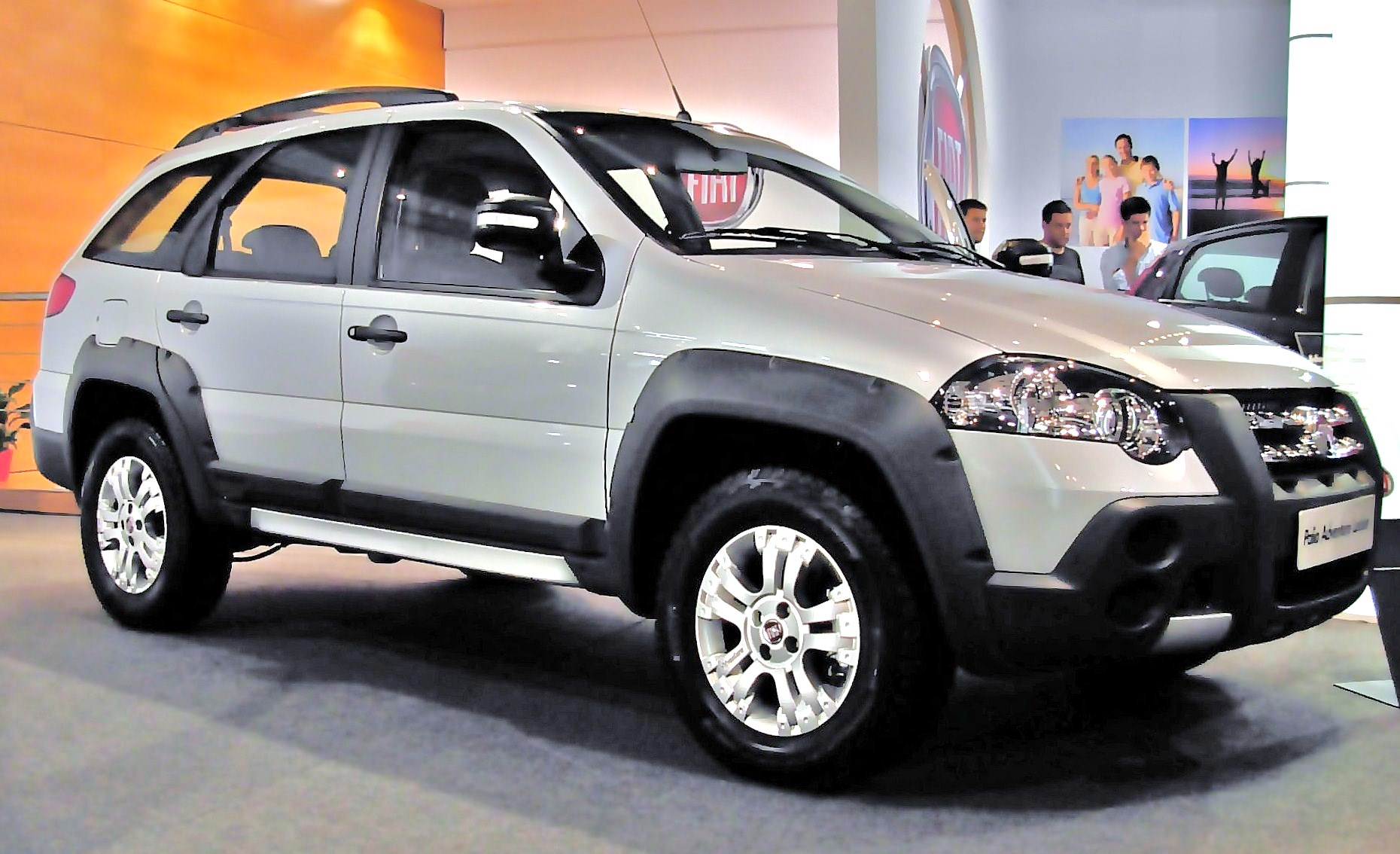
Fiat Palio Adventure IV 2009 z 2008 roku
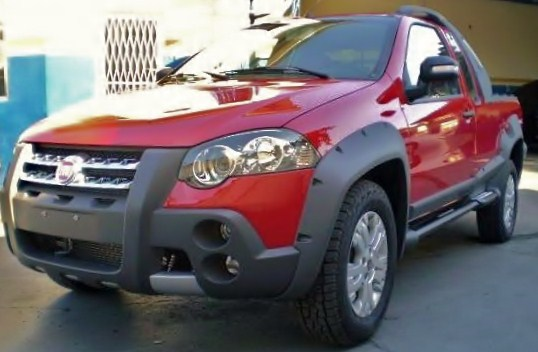
Fiat Strada Adventure IV 1.3 Multijet w 2009 roku
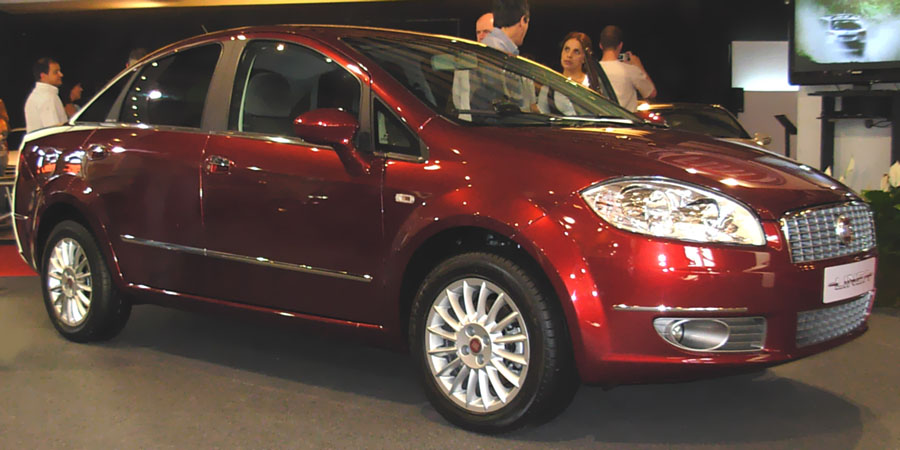
Fiat Linea z 2008 roku